# Algarrobo (Yauco)
Algarrobo es un barrio ubicado en el municipio de Yauco en el Estado Libre Asociado de Puerto Rico. En el Censo de 2010 tenía una población de 419 habitantes y una densidad poblacional de 71,84 personas por km².

## Geografía
Algarrobo se encuentra ubicado en las coordenadas 18°5′1″N 66°52′1″O / 18.08361, -66.86694. Según la Oficina del Censo de los Estados Unidos, Algarrobo tiene una superficie total de 5.83 km², de la cual 5.7 km² corresponden a tierra firme y (2.22%) 0.13 km² es agua.

## Demografía
Según el censo de 2010, había 419 personas residiendo en Algarrobo. La densidad de población era de 71,84 hab./km². De los 419 habitantes, Algarrobo estaba compuesto por el 89.26% blancos, el 6.21% eran afroamericanos, el 2.39% eran de otras razas y el 2.15% pertenecían a dos o más razas. Del total de la población el 99.52% eran hispanos o latinos de cualquier raza.